# 新伊塔拉纳
新伊塔拉纳（葡萄牙語：Nova Itarana）是巴西巴伊亚州的一个市镇。总面积456.256平方公里，总人口6560人，人口密度14.4人/平方公里。